# Haus Aden
Das Haus Aden ist eine abgegangene Wasserburg 1 km östlich des Ortsteils Niederaden der Stadt Lünen im Kreis Unna in Nordrhein-Westfalen am Südufer der Seseke.

## Geschichte
Die erste Erwähnung eines Angehörigen des Ortsadelsgeschlechts der Herren von Aden stammt aus dem Jahr 1150. 1188 befand sich das Haus Aden samt Mühle im Besitz der Grafen von Dale. 1330 wurde die Familie Frydag vom Grafen von der Mark mit dem Haus Aden belehnt. 1415 gelangte das Haus vermutlich im Erbgang an die Familie Norrentyn. 1540 wurde der Besitz an Caspar Vrydagh zu Schörlingen verkauft und ging nach dessen Tod 1544 im Erbgang an die Familie Schwansbell über, die ihren Stammsitz 3 km nordwestlich bei Lünen hatte. 1630 wurden die Güter mit denen des Hauses Oberfelde in Niederaden zusammengelegt, das ebenfalls im Besitz derer von Schwansbell war. 1647 verfügte der Große Kurfürst Friedrich Wilhelm von Brandenburg den Abbruch des offenbar im Dreißigjährigen Krieg verwüsteten Hauses. In der Mitte des 18. Jahrhunderts stand noch ein schlichtes Wohnhaus für den Verwalter des Hauses Oberfelde.
Gegenüber der Adener Mühle wurden 1973 Reste von auf Pfählen gegründetem Bruchsteinmauerwerk aufgedeckt, das wahrscheinlich von der Wasserburg stammt.
Nach dem Haus Aden war das Steinkohlebergwerk im nördlich benachbarten Oberaden benannt.